# Центральний банк Джибуті
Центральний банк Джибуті (фр. Banque centrale du Djibouti) — центральний банк Республіки Джибуті.

## Історія
У 1907 році приватний французький Індокитайський банк отримав право емісії банкнот для Французького Сомалі. До 1945 банк випускав банкноти у франках, а з 1945 — у франках CFA.
20 березня 1949 року введений франк Джибуті. Емісія грошових знаків вироблялася казначейством Франції, а з 1971 року — казначейством Джибуті.
3 грудня 1977 року заснований Центральний банк Джибуті, якому передані функції емісійного інституту.